# Gerhard Poppenhagen
Gerhard Poppenhagen (ur. 26 września 1909 w Hamburgu, zm. 6 stycznia 1984 tamże) – zbrodniarz nazistowski, członek załogi niemieckiego obozu koncentracyjnego Neuengamme i SS-Obersturmführer.
Członek NSDAP od 1932 i SS od 1933. W 1940 rozpoczął służbę w obozie Neuengamme. Był tu między innymi telegrafistą. Od 17 marca 1944 do 10 kwietnia 1945 Poppenhagen był komendantem Helmstedt-Beendorf, podobozu KL Neuengamme. Był to podobóz zarówno dla mężczyzn, jak i dla kobiet.
13 sierpnia 1946 został skazany przez brytyjski Trybunał Wojskowy w Hamburgu na karę 15 lat pozbawienia wolności.